# C (애니메이션)
《C》(영어: [C]: The Money of Soul and Possibility Control)는 타츠노코 프로덕션에서 제작한 일본의 텔레비전 애니메이션이다. 2011년 4월부터 후지 텔레비전·노이타미나 채널을 통해 방영되고 있으며, 대한민국에서는 애니플러스가 일본어 음성에 한국어 자막을 덧씌운 채로 제공하고 있다.

## 개요
과거 노이타미나에 편성되었던 모노노케 (애니메이션), 공중그네의 감독을 맡은 나카무라 켄지의 '돈과 미래'를 테마로 한 오리지널 애니메이션. 감독은 나카무라 켄지, 시리즈 구성은 타카기 노보루, 캐릭터 디자인은 mebae, 음악은 이와사키 타쿠가 맡고 타츠노코 프로덕션에서 제작한다.

## 등장인물
요가 키미마로(余賀 公磨)
성우 - 우치야마 코우키 / 토드 해버콘
마슈(真朱)
성우 - 토마츠 하루카 / 브리나 펄렌시아
미쿠니 소이치로(三國 壮一郎)
성우 - 호소미 다이스케 / J. 마이클 테이텀
Q
성우 - 고토 사오리 / 모니카 리얼
마사카키(真坂木)
성우 - 사쿠라이 타카히로 / 스콧 프리먼
이쿠타 하나비(生田 羽奈日)
성우 - 마키노 유이 / 셰러미 리
이타네다(井種田)
성우 - 미츠야 유지
제니퍼 사토(ジェニファー・サトウ)
성우 - 아사노 마유미 / 마사 함스

## 제작진
- 감독 : 나카무라 켄지
- 시리즈 구성 : 타카기 노보루
- 캐릭터 디자인 : mebae
- 애니메이션 캐릭터 디자인 및 총 작화감독, 특기감독 : 하시모토 타카시
- 콘셉츄얼 디자인 : 사토 케이이치
- 부감독 : 마츠오 신
- 연출 협력 : 치오카 키미토시
- 미술 감독 : 니시 토시키
- 미술 설계 : 타니우치 유우호
- CG 디렉터 : 사토 우유조
- 색채 설정 : 나가이 루미코
- 촬영 감독 : 타카하시 켄지
- 편집 : 니시야마 시게루
- 음악 : 이와사키 타쿠
- 음향 감독 : 나가사키 유키오
- 음향 제작 : 마일스톤 음악출판
- 애니메이션 제작 : 타츠노코 프로덕션
- 제작 : 《C》 제작위원회 (후지TV, 토호, 타츠노코 프로덕션, 소니 뮤직 엔터테인먼트, 덴츠)

## 주제가
오프닝 테마 〈마트료시카〉(マトリョーシカ)
작사 - 히카리무라 류야 / 작곡 - 사카쿠라 신고 / 편곡 - NICO Touches the Walls
노래 - NICO Touches the Walls
엔딩 테마 "RPG"
작사 - 우치무라 유미, 에구치 료 / 작곡 - School Food Punishment, 에구치 료 / 편곡 - 에구치 료
노래 - School Food Punishment

## 방영 목록
부제의 풀이는 애니플러스의 표기를 따른다.
| 화수 | 부제(원제/풀이) | 부제(원제/풀이) | 각본                          | 그림 콘티                                                               | 연출                                                                      | 작화감독                                                            |
| ---- | --------------- | --------------- | ----------------------------- | ----------------------------------------------------------------------- | ------------------------------------------------------------------------- | ------------------------------------------------------------------- |
| #1   | 複雑            | 복잡            | 타카기 노보루                 | 나카무라 켄지 치오카 키미토시                                           | 야나기야 요시히로                                                         | 무토 카즈히로                                                       |
| #1   | COMPLICATION    |                 | 타카기 노보루                 | 나카무라 켄지 치오카 키미토시                                           | 야나기야 요시히로                                                         | 무토 카즈히로                                                       |
| #2   | 暗合            | 우연의 일치     | 타카기 노보루                 | 마츠오 신                                                               | 츠치야 야스로                                                             | 하노 히로노리 사이토 카즈야 이토 마나미                             |
| #2   | COINCIDENCE     |                 | 타카기 노보루                 | 마츠오 신                                                               | 츠치야 야스로                                                             | 하노 히로노리 사이토 카즈야 이토 마나미                             |
| #3   | 陰謀            | 음모            | 타카기 노보루                 | 치오카 키미토시 마츠오 신                                               | 마사키 신이치                                                             | 히시누마 유키                                                       |
| #3   | CONSPIRACY      |                 | 타카기 노보루                 | 치오카 키미토시 마츠오 신                                               | 마사키 신이치                                                             | 히시누마 유키                                                       |
| #4   | 転換            | 전환            | 타카기 노보루                 | 테라토 카츠미                                                           | 오오노 카즈히사                                                           | 와타나베 나츠키 나카타니 유키코                                     |
| #4   | CONVERSION      |                 | 타카기 노보루                 | 테라토 카츠미                                                           | 오오노 카즈히사                                                           | 와타나베 나츠키 나카타니 유키코                                     |
| #5   | 修練            | 수련            | 스기하라 켄지                 | 닌가 로쿠로                                                             | 야나세 히로유키                                                           | 김용식 이민배                                                       |
| #5   | CULTIVATION     |                 | 스기하라 켄지                 | 닌가 로쿠로                                                             | 야나세 히로유키                                                           | 김용식 이민배                                                       |
| #6   | 葛藤            | 갈등            | 오오니시 신스케               | 코바야시 히로시                                                         | 코바야시 히로시                                                           | 쿠하라 시게키 나카노 료코 이토 료타                                 |
| #6   | CONFLICT        |                 | 오오니시 신스케               | 코바야시 히로시                                                         | 코바야시 히로시                                                           | 쿠하라 시게키 나카노 료코 이토 료타                                 |
| #7   | 組成            | 조성            | 타카키 노보루                 | 카즈이 히로코                                                           | 츠치야 야스로                                                             | 에코타 토마리 토타케 류지 타나카 나오키 안도 요시노부 시로마에 류지 |
| #7   | COMPOSITION     |                 | 타카키 노보루                 | 카즈이 히로코                                                           | 츠치야 야스로                                                             | 에코타 토마리 토타케 류지 타나카 나오키 안도 요시노부 시로마에 류지 |
| #8   | 信用            | 신용            | 스기하라 켄지                 | 키무라 노부카게 스즈키 키요타카 하타노 코헤이                           | 키무라 노부카게                                                           | 히시누마 유키 무토 카즈히로                                         |
| #8   | CONFIDENCE      |                 | 스기하라 켄지                 | 키무라 노부카게 스즈키 키요타카 하타노 코헤이                           | 키무라 노부카게                                                           | 히시누마 유키 무토 카즈히로                                         |
| #9   | 破綻            | 파탄            | 오오니시 신스케               | 오오츠카 마사히코                                                       | 스즈키 키요타카                                                           | 나카타니 유키코 타나카 나오키 와타나베 나츠키                       |
| #9   | COLLAPSE        |                 | 오오니시 신스케               | 오오츠카 마사히코                                                       | 스즈키 키요타카                                                           | 나카타니 유키코 타나카 나오키 와타나베 나츠키                       |
| #10  | 衝突            | 충돌            | 이시카와 마나부 스기하라 켄지 | 닌가 로쿠로 마츠오 신                                                   | 마사키 신이치 스에다 요시후미 마츠오 신                                   | 김용식 이민배                                                       |
| #10  | COLLISION       |                 | 이시카와 마나부 스기하라 켄지 | 닌가 로쿠로 마츠오 신                                                   | 마사키 신이치 스에다 요시후미 마츠오 신                                   | 김용식 이민배                                                       |
| #11  | 未来            | 미래            | 타카키 노보루                 | 마츠오 신 치오카 키미토시 야나기야 요시히로 하타노 코헤이 나카무라 켄지 | 야나기야 요시히로 키무라 노부카게 오오노 카즈히사 마츠오 신 나카무라 켄지 | 하시모토 타카시 이시하라 켄지 와타나베 나츠키                       |
| #11  | CONTROL         |                 | 타카키 노보루                 | 마츠오 신 치오카 키미토시 야나기야 요시히로 하타노 코헤이 나카무라 켄지 | 야나기야 요시히로 키무라 노부카게 오오노 카즈히사 마츠오 신 나카무라 켄지 | 하시모토 타카시 이시하라 켄지 와타나베 나츠키                       |